# 泰济
泰济（法語：Taizy，法語發音：[tɛzi]）是法国阿登省的一个市镇，属于勒泰勒区。

## 地理
泰济（49°31'16"N, 4°15'34"E）面积9.11 平方千米，位于法国大東部大區阿登省，该省份为法国北部内陆省份，西接埃纳省，南至马恩省，东临默兹省，北与比利时接壤。
与泰济接壤的市镇（或旧市镇、城区）包括：阿旺松、巴尔比、波尔西安堡、埃纳河畔楠特伊。

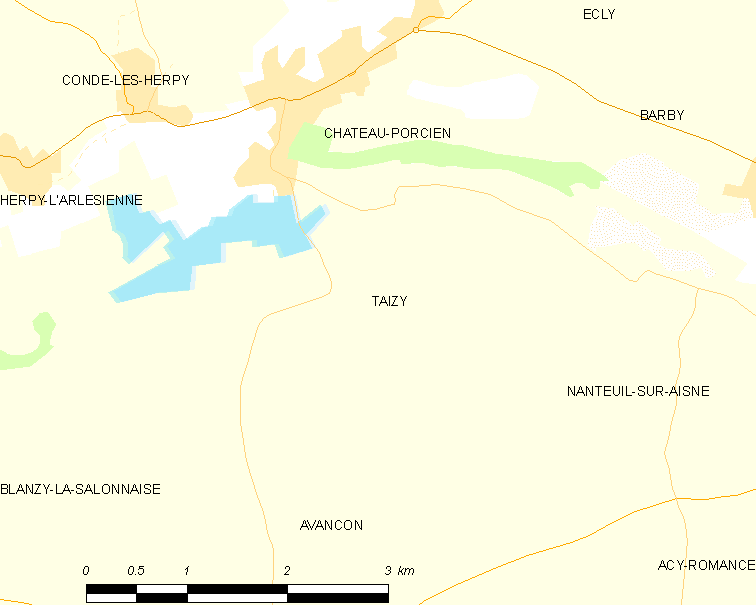
泰济的OSM定位图

泰济的时区为UTC+01:00、UTC+02:00（夏令时）。

## 行政
泰济的邮政编码为08360，INSEE市镇编码为08438。

## 政治
泰济所属的省级选区为波尔西安堡县。

## 人口

1962-2008年间泰济人口变化图示

泰济于2022年1月1日时的人口数量为101人。